# Фридерик Флоріан Скарбек

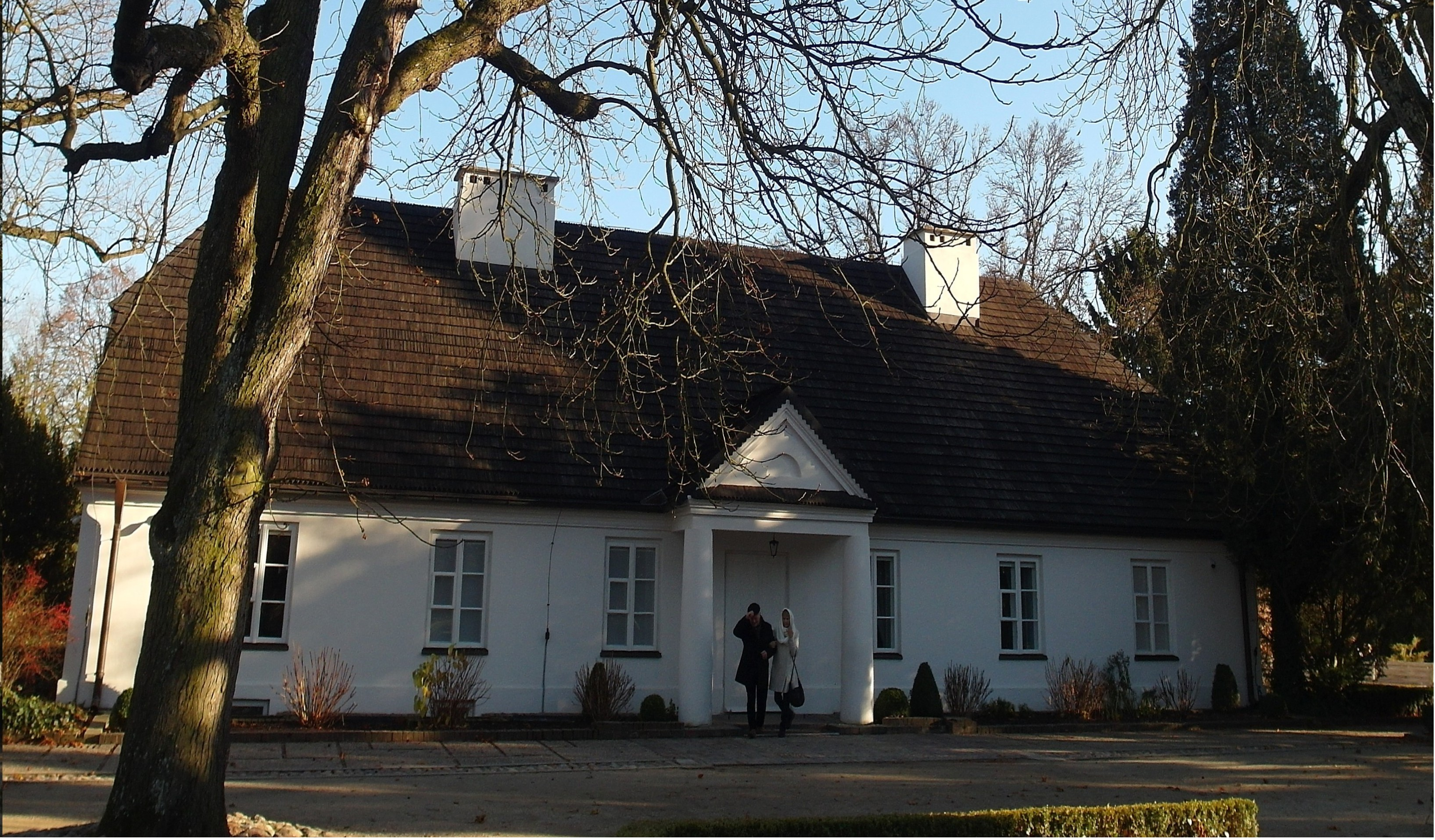
Флігель незбереженого палацу Скарбеків у Желязовій Волі, на батьківщині Фридерика Шопена

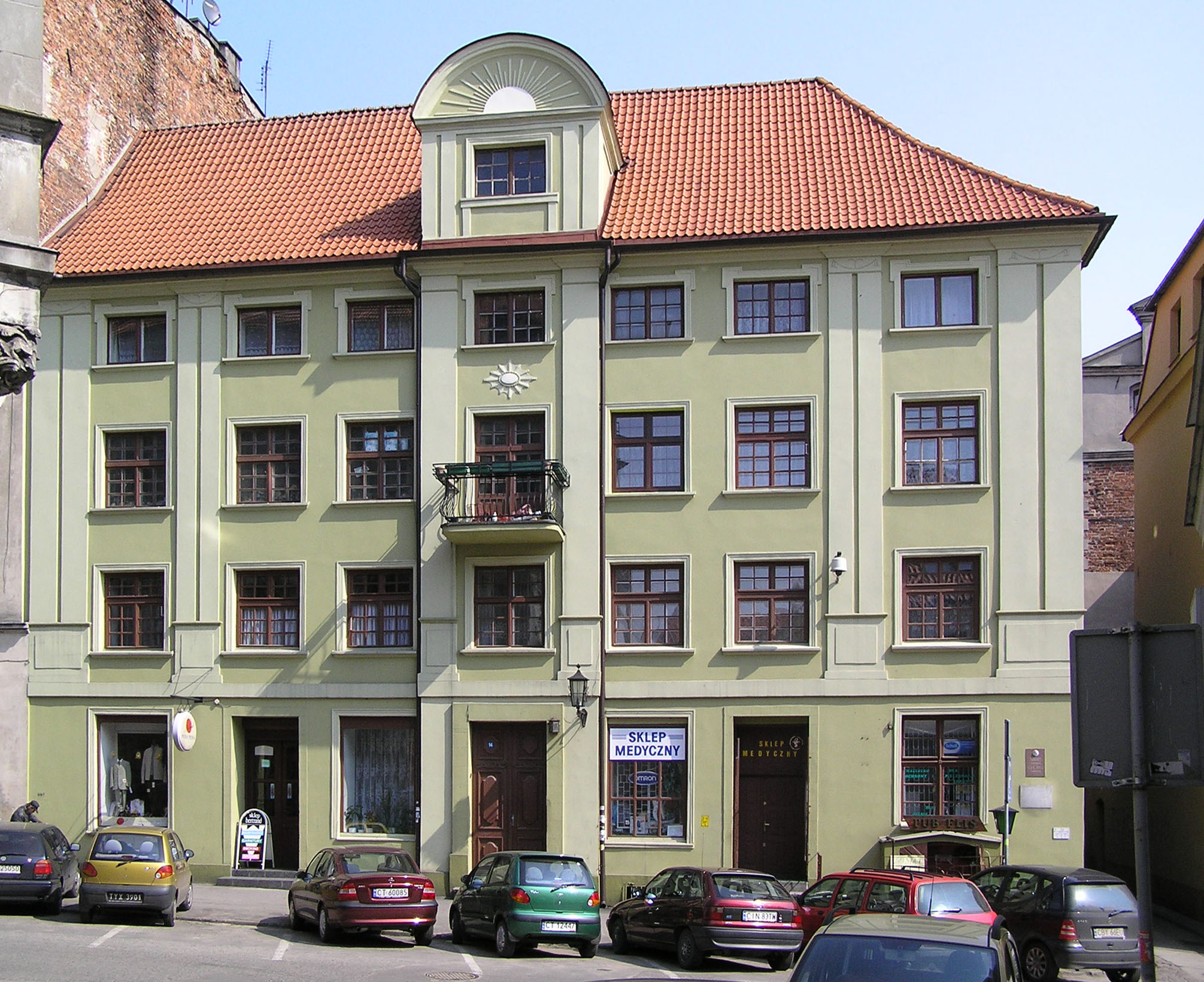
Палац Фенгерів у Торуню — місце народження Фридерика Скарбека

Фридерик Флоріан Скарбек гербу Абданк, псевдоніми: Агапіт Лізович; Автор «Пана Антонія»; Автор «Пана старости»; Автор «Подорож без мети»; Автор «Зосі Прибілянки» (нар. 15 лютого 1792 р . у Торуню в палаці Фенґер, пом. 25 листопада 1866 р. у Варшаві) — граф Конгресового королівства Польського 1820 р., польський економіст, прозаїк і драматург, перекладач, історик, мемуарист, громадсько-політичний діяч, художник, президент Геральдики Королівства Польського в 1858, головний директор, головуючий в Урядовій Комісії Справедливості в 1856 р., член Адміністративної Ради Конгресового Королівства, референдар штату, член Державної ради Королівства Конгресу в 1830, референдар штату, член Вищої екзаменаційної комісії в Королівстві в 1829, сенатор, камергер.

## Біографія
Він походив із знатної родини, яка походить із середньовіччя. Він був одним із чотирьох дітей Кацпера Скарбека (кашталяна Іновроцлава, капітана національної кавалерії) та Людвіки, уродженої Фенґер (1765—1827), доньки Якуба Фенгера, банкіра з Торуню . Дитинство провів у Торуні, а з 1798 року — у родинних маєтках в Ізбіці Куявській та Желязовій Волі . Його вчителем там був Ніколя Шопен, батько Фридерика .
Після закінчення Варшавського ліцею (кл Квітень-червень, 1805—1808) і однорічного перебування в Желязовій Волі, він почав вивчати економіку в Колеж де Франс у Парижі восени 1809 року, яке тривало до липня 1811 року. Під час навчання він відвідував уроки стародавніх мов, кримінального права та французької літератури. У ботанічному саду слухав лекції з хімії, геології та сільськогосподарських і садових культур. Приватно навчався у К. Сент-Обена (політична економія) та П. Малешевського (адміністрація).
У січні 1812 р. повернувся до Польщі. Кілька тижнів потому (лютий 1812 р.) він став почесним клерком Департаменту фіксованих доходів Міністерства скарбниці. Протягом 5 місяців (липень-листопад 1812 р.) виконував обов'язки тлумача в Раді Генеральної конфедерації, а потім перейшов до канцелярії Ради міністрів. Кілька місяців (1812) він безуспішно домагався посади викладача політичної економії у Варшавській школі права та адміністрації.
У 1813 році він переїхав і оселився в маєтку Орли біля Желязової Волі. Восени того ж року (жовтень) став радником сеймику, а потім підпрефектом Сохачевського повіту (1814—1815). У 1817 році він обійняв посаду секретаря Департаментської ради, а невдовзі й голови Громадської ради Мазовецького воєводства . У 1817 р. — маршалок сеймика Сохачевського повіту Мазовецького воєводства . Через кілька місяців (18 липня 1818 р.) він одружився з Пракседою Гзовською (пом. 25 травня 1836 р.). У 1818 р. (29 жовтня) став заступником професора політичної економії Королівського Варшавського університету (факультет права та адміністрації — кафедра адміністрації). З грудня 1818 р. також входив до складу Вищої екзаменаційної комісії для чиновників Царства Польського. Тим часом (січень 1819 р.) він також був призначений професором Спеціальної школи лісництва. Через чотири місяці (7 травня 1819 р.) він отримав ступінь доктора філософії в Краківському університеті. Невдовзі (влітку 1819 р.) він отримав медаль за участь у конкурсі, надіслану до Голландського наукового товариства в Гарлемі. Був радником провінційної ради Мазовецького воєводства від Сохачевського повіту в 1819 році . У травні 1820 року він був номінований і став постійним професором Варшавського Королівського університету, а через 7 місяців був уже радником. У 1821 р. (4 лютого) його обрали прийомним членом, а майже рівно через два роки (2 лютого 1823 р.) — дійсним членом Варшавського товариства друзів наук. У цей період він також взяв на себе обов'язки бібліотеки та консерватора музею Товариства (у той час він жив у палаці Сташица).
У 1822 році він здійснив тривалу подорож до Сілезії, а потім до Саксонії. У 1822 р. він прийняв від Ф. Бентковського редагування «Щоденника Варшавського» і редагував його (майже 2 роки) разом з К. Бродзінським і Я. К. Скродзьким. У 1826 році він знову поїхав до Сілезії, відвідавши при нагоді Прагу.
У період з травня по жовтень 1828 року він відвідав благодійні організації та в'язниці Західної Європи (Німеччина, Нідерланди та Франція). До 1830 р. читав лекції з теорії економіки, адміністрації, фінансів і поліцейського права (з 1826 р.). Працював у Департаменті в'язниць і благодійних організацій Міністерства внутрішніх справ. Представляв примирливу партію, під час вибуху Листопадового повстання перебував у Петербурзі .
Член Королівського товариства друзів наук у Варшаві в 1829 році .
У березні 1831 р. увійшов до складу Тимчасової ради королівства. Був президентом Центральної опікунської ради благодійних установ, згодом Дирекції страхування. У 1854 році він став директором Комісії правосуддя.
Почесний член Сільськогосподарського товариства в Царстві Польському в 1858 році .
У 1858 р. пішов у відставку, що дозволило йому повернутися до наукової та літературної діяльності, перерваної під час державної служби.
Його намагання перед «Вісником Королівства Польського», президентом якого він згодом став на короткий час, щодо підтвердження графського титулу закінчилися невдачею (він не зміг довести придатність титулу для кількох поколінь). В результаті суперечки з «Вісником» цар Микола I надав йому 26 березня/07 квітня 1846 р. російський потомствений графський титул. У 1829 році був нагороджений орденом Святого Станіслава III ступеня .
Нагороджений орденом Святої Анни 1-го ступеня з короною, орденом Святого Станіслава 1-го ступеня, знаком XXV років бездоганної служби .
Похований на Повонзькому кладовищі (діл. 173-6-1/2) .

## Творчість

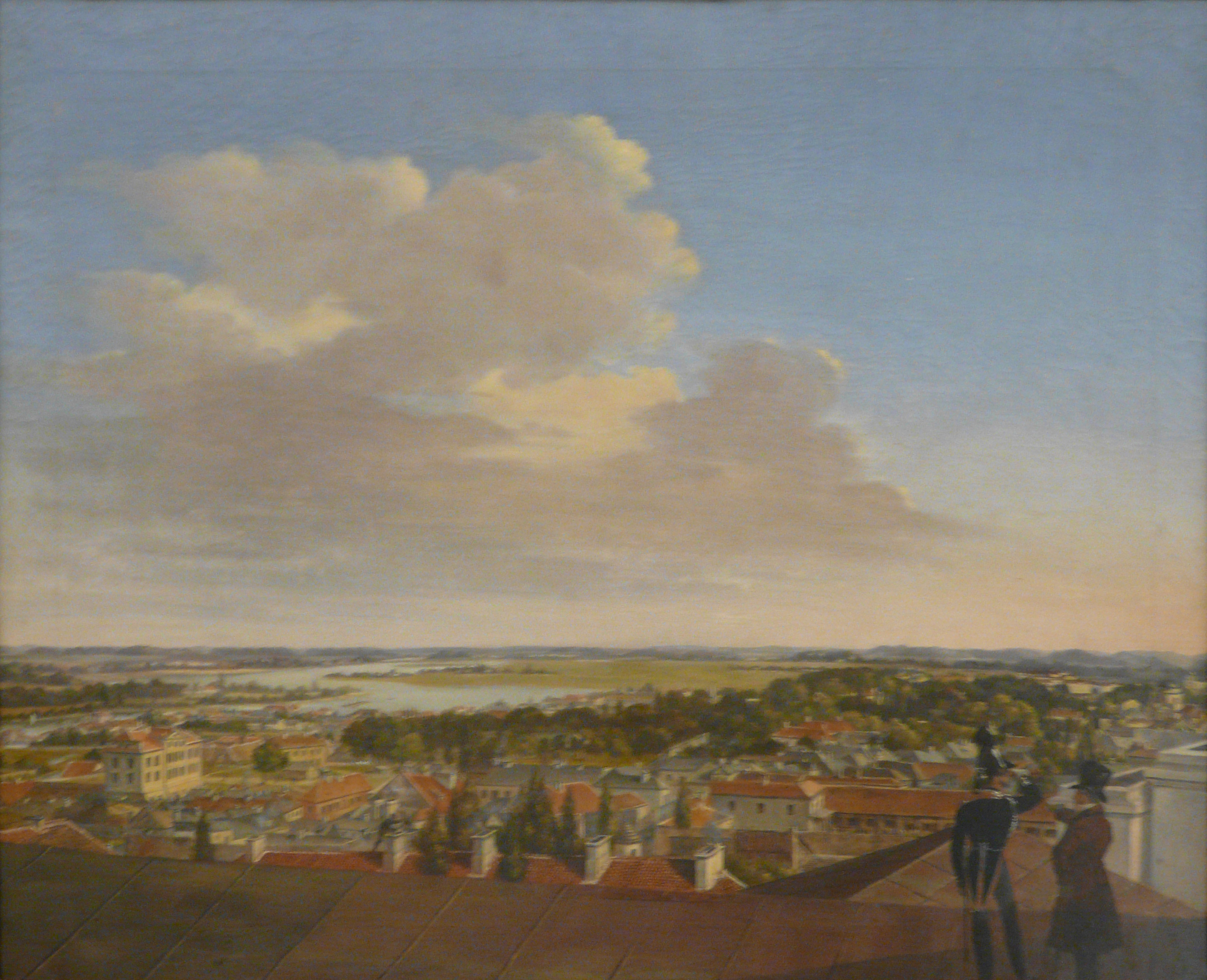
Вид на Варшаву з будинку Варшавського товариства друзів наук. Близько 1825 р. — картина Фридерика Скарбека

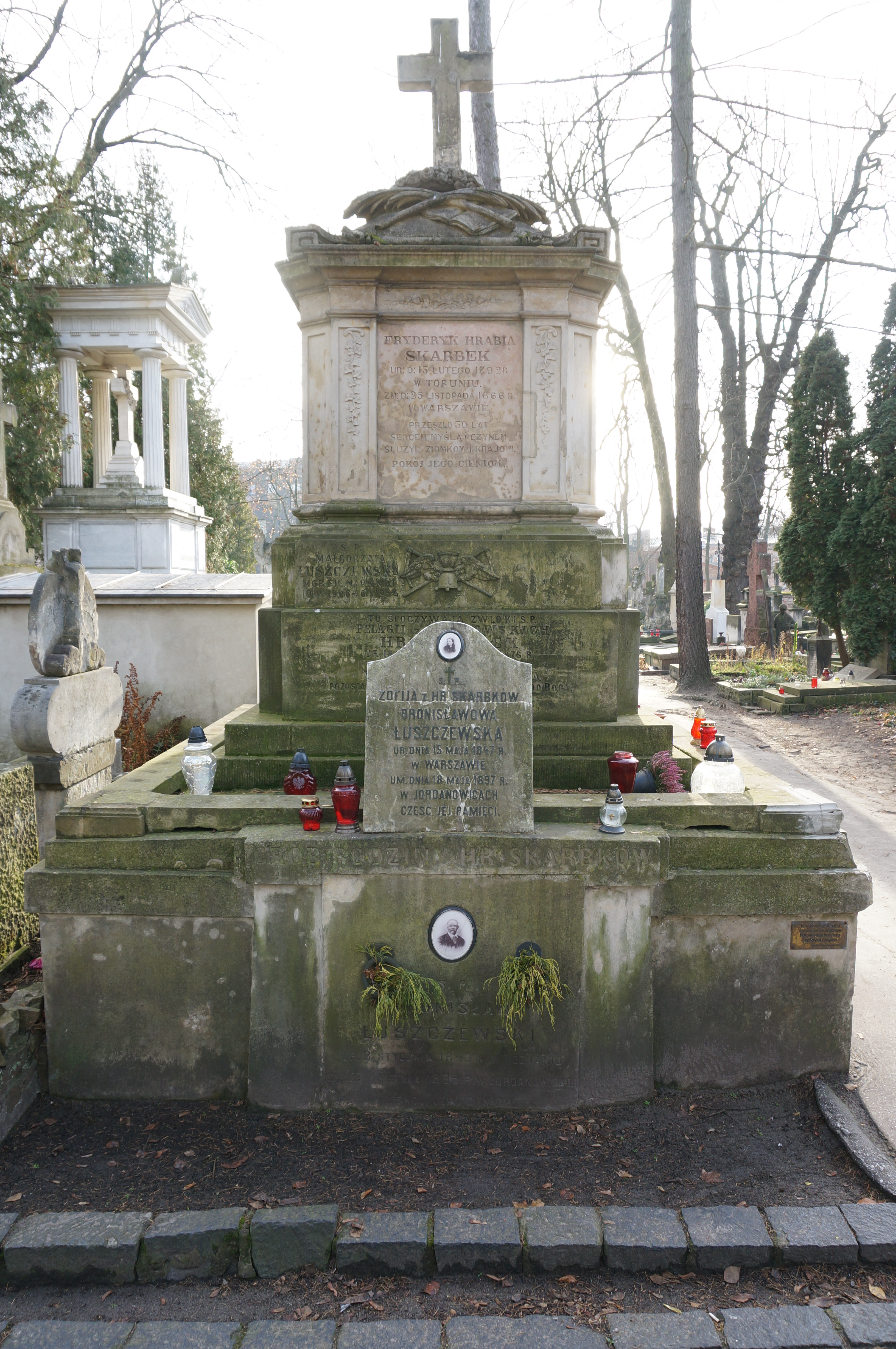
Могила Фридерика Скарбека на Повонзькому кладовищі

### Вибрані наукові праці
- Наукові праці Фридерика Скарбека доступні в Інтернеті (каталог HINT)

### Основні літературні та наукові праці
1. Do JW. hrabiego Potockiego; Na mieszkanie Juliana Niemcewicza w Ameryce, wiersze wygł. 26 września 1808 na popisie uczniów Liceum Warszawskiego, «Gazeta Korespondenta Warszawskiego i Zagranicznego» 1808 nr 83, s. 1104
2. Jakie by kanały w naszym kraju bić można?, powst. Paryż 1810, wyd. zobacz Wydania zbiorowe poz. 3, t. 1; autograf: Biblioteka Uniwersytetu Warszawskiego (rozprawa przesłana warszawskiemu Towarzystwu Przyjaciół Nauk)
3. Krótki zarys ogólnych prawideł ekonomii politycznej podług Adama Smitha, powst. Paryż 1810—1811, wyd. zobacz Wydania zbiorowe poz. 3, t. 1; autograf: Ossolineum, sygn. 5544/I
4. Wiersz do wojska polskiego z okoliczności rozpoczętej wojny z Moskwą (Idźcie, waleczni, gdzie was sława woła…), «Gazeta Korespondenta Warszawskiego i Zagranicznego» 1812 dodatek 2 do nru 53 i osobno (Warszawa 1812); przedr. Z. Mocarski, «Tygodnik Toruński» 1924 nr 27, s. 2; «Gazeta Warszawska» 1924 nr 188; (w «Gazecie Korespondenta Warszawskiego i Zagranicznego» drukowano równocześnie wiersze K. Tymowskiego i F. Wężyka, pod podobnymi tytułami)
5. Panna młoda. Komedia w 3 aktach, wyst. Warszawa 31 stycznia 1813, rękopis znajdował się w Bibliotece Warszawskich Teatrów, sygn. 244
6. Gospodarstwo narodowe (cz. 1:) Elementarne zasady gospodarstwa narodowego t. 1-2, Warszawa 1820; (cz. 2:) Gospodarstwo narodowe zastosowane, czyli nauka administracji t. 1-2, Warszawa 1821; wyd. następne cz. 1: Warszawa 1931 «Biblioteka Wyższej Szkoły Handlowej» (tu w t. 1 także: Rozprawa przy rozpoczęciu kursu ekonomii politycznej w Królewskim Warszawskim Uniwersytecie czytana, 1818)
7. Chwila wesołości, «Pamiętnik Warszawski» t. 1 (1822), s. 35–46, 128—154, 248—268, 348—377 i osobno Warszawa 1822; wyd. następne zobacz poz. 52, t. 3
8. O poprawie moralnej winowajców w więzieniach. Rozprawa czytana na publicznym posiedzeniu Królewskiego Towarzystwa Przyjaciół Nauk w dniu 30 kwietnia 1822, «Pamiętnik Warszawski» t. 2 (1822), s. 170—199 i osobno warszawa 1822; wyd. następne «Rocznik Towarzystwa Warszawskiego Przyjaciół Nauk» t. 16 (1823), s. 51–83
9. Co głowa, to rozum; Prosta droga najkrótsza; Podług stawu grobla, «Pamiętnik Warszawski» t. 2 (1822), s. 389—403; t. 3, s. 40–53; wyd. następne: osobno pt. Sanszopansiana, Wrocław 1840; zobacz poz. 52, t. 6
10. Pochwała A. A. Jacyny, pierwszego sekretarza Uniwersytetu, «Posiedzenie Publiczne Królewskiego Warszawskiego Uniwersytetu dnia 31 lipca 1822 roku» (Warszawa 1822)
11. Pan Antoni cz. 1-2, Warszawa 1824; wyd. następne zobacz poz. 52, t. 5
12. Rys ogólny nauki finansów dla użytku uczniów Uniwersytetu Królewskiego Warszawskiego, Warszawa 1824; wyd. następne zobacz Wydania zbiorowe poz. 3, t. 1
13. Podróż bez celu t. 1-2, Warszawa 1824—1825; wyd. następne zobacz poz. 52, t. 5; przekł. niemiecki: E. v. Lessow: Die Reise ohne Ziel. Th. 1-2, Berlin 1845
14. Pan Starosta, powst. 1824—1825, wydano t. 1-2, Warszawa 1826; wyd. następne: zobacz poz. 52, t. 3; Warszawa 1874 «Biblioteka Najcelniejszych Utworów»; Warszawa 1914; oprac. M. Ludziński, Warszawa 1951 (według wyd. z roku 1874); przekł. niemiecki: E. v. Lessow: Der Starost und sein Nachbar. Th. 1-2, Berlin 1845
15. Ogólne zasady nauki gospodarstwa narodowego, czyli czysta teoria ekonomii politycznej, powst. w latach 1824—1825 z wykładów uniwersyteckich, przerobiono około roku 1855, wyd. t. 1-2, Warszawa 1859; wyd. następne: skrócone Warszawa 1911 «Biblioteczka Dzieł Społeczno-Ekonomicznych. Seria I: Ekonomiści polscy»; wyd. pełne oprac. K. Krzeczkowski, Warszawa 1926 «Biblioteka Wyższej Szkoły Handlowej»; oprac. W. Szubert, Warszawa 1955; autograf: Ossolineum, sygn. 5539/III; (odmienna wersja francuska zobacz poz. 16)
16. Théorie des richesses sociales suivie d'une bibliographie de l’économie politique, powst. w latach 1825—1826, wyd. t. 1-2, Paryż 1829; wyd. następne Paryż 1839—1840; przedmowę do niewydanego t. 3 ogł. W. Szubert: Studia o F. Skarbku jako ekonomiście, Łódź 1954, s. 156—165; autograf t. 3 jak wyżej sygn. 5519/III i 5537/III (przedmowa, fragm. dzieła i szkice); odmienna wersja polska zobacz poz. 15; przekł. polski; S. Lazarowa
17. Tarło. Powieść z dziejów polskich, powst. w latach 1825—1826, wyd. t. 1-3, Warszawa 1827; wyd. następne: zobacz poz. 52, t. 1; Chicago 1885; autograf: Ossolineum, sygn. 5494/III; przekł.: francuski (Paryż 1834); niemiecki (Berlin 1833)
18. Głos… miany w Bielanach d. 24 stycznia 1826 przed wpuszczeniem do grobu zwłok śp. Stanisława Staszica, Warszawa 1826; przedr. w: «Zbiór mów na obchodzie pogrzebowym ks. Stanisława Staszica», Warszawa 1826; Pamiętniki, Poznań 1878, s. 101—104 (zobacz poz. 75); autograf: Ossolineum, sygn. 5534/I
19. Popas. Komedia w 1 akcie, powst. w latach 1826—1827, Warszawa 1829; wyd. następne zobacz poz. 60, t. 2; wyst.: Warszawa 19 października 1829, Kraków 4 lutego 1830, Poznań 1841, Bydgoszcz 27 marca 1870 (amatorsko); muzyka: S. Moniuszko (Kraków 17 października 1849)
20. O ubóstwie i ubogich, Warszawa 1827; wyd. następne zobacz Wydania zbiorowe poz. 3, t. 2
21. Damian Ruszczyc. Powieść z czasów Jana III t. 1-3, Warszawa 1827—1828; wyd. następne: zobacz poz. 52, t. 2; Chicago 1886; Gródek 1890; autograf: Ossolineum, sygn. 5496/III
22. Zdanie sprawy z podróży po niektórych krajach Europy z polecenia Rządu odbytej w zamiarze zwiedzenia zakładów dla ubogich i więzień, powst. 1828, «Pamiętnik Umiejętności Moralnych i Literatury» 1830, t. 1, s. 378—400; t. 2, s. 15–48 i osobno Warszawa 1830; wyd. następne zobacz Wydania zbiorowe poz. 3, t. 2; autograf: Ossolineum, sygn. 5529/II
23. O instytucie berlińskim dla poprawy moralnej zepsutych dzieci. (Rzecz wyjęta z rozprawy czytanej na publicznym posiedzeniu Królewskiego Warszawskiego Towarzystwa Przyjaciół Nauk d. 15 grudnia 1828), Warszawa 1829
24. Intryga w straganie, czyli mniemane terna. Krotochwila w 1 akcie ze śpiewami, wyst. Warszawa 16 października 1829; fragm. «Motyl» 1829 nr 43; całość Warszawa 1834; muzyka: W. Kratzer; rękopis: Biblioteka Czartoryskich, sygn. 4948 II; Biblioteka Warszawskich Teatrów, sygn. 1511
25. Piętnaście lat, czyli życie lokaja. Komedioopera w 3 aktach, powst. przed 6 grudnia 1829, wyst. Warszawa 29 marca 1830; rękopis znajdował się Bibliotece Warszawskich Teatrów, sygn. 1534
26. Biuraliści. Komedioopera (krotochwila) w 1 akcie, wyst. Warszawa 18 grudnia 1829, Kraków 17 listopada 1836; wyd. Warszawa 1834 «Teatra Warszawskie» nr 8
27. Historia wielu małżeństw, powiastka powstała przed rokiem 1830, «Wianek. Noworocznik na r. 1836» (Warszawa); wyd. następne zobacz poz. 52, t. 6 i osobno Wrocław 1840
28. Narzucona i odebrana, powiastka powstała przed rokiem 1830 (lub około 1840), wyd. zobacz poz. 52, t. 6; autograf: Ossolineum, sygn. 5498/II
29. Nieproszeni goście. Komedia w 1 akcie, wyst.: Warszawa 1 lutego 1830, Kraków 17 listopada 1836, Poznań 16 lutego 1849 (amatorsko); wyd. Warszawa 1834 «Teatra Warszawskie» nr 3; wyd. następne zobacz poz. 60, t. 2; rękopis: Ossolineum, sygn. 10984/I (z roku 1877)
30. Co głowa, to rozum. Komedia w 1 akcie, powst. dla teatru amatorskiego przed 15 kwietnia 1830; wyst. Warszawa 16 czerwca 1830; wyd. zobacz poz. 60, t. 2
31. Pan domu. Komedioopera w 1 akcie, wyst.: 26 kwietnia 1830, Kraków 19 marca 1844; rękopis znajdował się w Bibliotece Warszawskich Teatrów, sygn. 144, 1673; muzyka: L. Marczewski (Warszawa 4 maja 1916)
32. Życie i przypadki Faustyna Feliksa na Dodoszach Dodosińskiego, powst. w latach 1830—1831, wyd. E. Raczyński, t. 1-2, Wrocław 1838; wyd. następne: zobacz poz. 52, t. 4; Petersburg 1860 «Biblioteka Zaściankowa» nr 2 (razem z poz. 56); Warszawa 1874 «Biblioteka Najcelniejszych Utworów»; oprac. K. Bartoszyński, Warszawa 1959; autograf: Ossolineum, sygn. 5492/II; przekł. niemiecki: Berlin 1844
33. Essai de morale civique, powst. 1831, przerob. 1857, Bruksela 1860
34. Roztrzepany. Komedia w 3 aktach, wyst.: Warszawa 25 stycznia 1832, Bydgoszcz 27 marca 1870 (amatorsko); wyd. zobacz poz. 60, t. 2; rękopis: Ossolineum, sygn. 10723/I
35. Prima aprilis. Komedioopera w 1 akcie, wyst. Warszawa 1 kwietnia 1832, rękopis znajdował się w Bibliotece Warszawskich Teatrów, sygn. 1531
36. Figle panien. Komedioopera w 1 akcie, wyst. Warszawa 6 sierpnia 1832, rękopis: Biblioteka Czartoryskich, sygn. 4912 II; Biblioteka Warszawskich Teatrów, sygn. 1582; muzyka: J. Stefani
37. Zmiana mieszkań. Komedia w 1 akcie, wyst. Warszawa 12 października 1832, rękopisy znajdowały się w Bibliotece Warszawskich Teatrów, sygn. 1598, 1619
38. Ludzie nieczuli. Komedia w 3 aktach, powst. 1832, wyd. zobacz poz. 60, t. 1; rękopis: Ossolineum, sygn. 5508/I (rola Walerii); spalony w roku 1944 rękopis Biblioteki Warszawskich Teatrów, sygn. 420 posiadał datę i obsadę z roku 1832
39. Laura, czyli zalotność i obmowa. Komedia w 4 aktach, powst. 1832, wyst. Warszawa 14 kwietnia 1833; wyd. zobacz poz. 60, t. 1; rękopis: Ossolineum, sygn. 10621/I
40. Czemuż nie był sierotą? Drama w 3 aktach, wyst.: Warszawa 21 lipca 1833, Lwów 28 stycznia 1834, Kraków 8 stycznia 1835, Poznań 1838; wyd. Warszawa 1833; wyd. następne zobacz poz. 60, t. 1; rękopis: Ossolineum, sygn. 11157/I
41. Przez sen. Krotochwila w 1 akcie, wyst.: Warszawa 31 lipca 1833, Kraków 2 stycznia 1842; rękopisy: Biblioteka Jagiellońska, sygn. 4480; Ossolineum, sygn. 10403/I; muzyka: J. Daimse
42. Sumienie. Dramat w 3 aktach, wyst.: Warszawa 15 grudnia 1833, Lwów 26 września 1834; wyd. zobacz poz. 60, t. 1; rękopis: Ossolineum, sygn. 10687/I
43. Po pijanemu. Krotochwila w 1 akcie, Warszawa 1834, wyst. Warszawa 16 stycznia 1835; rękopis znajdował się w Bibliotece Warszawskich Teatrów, sygn. 1670
44. Rok 1935, czyli kobiety XX wieku. Widowisko sceniczne w 4 obrazach (komedia w 3 aktach), wyst. Warszawa 22 marca 1835; rękopis znajdował się w Bibliotece Warszawskich Teatrów, sygn. 142; muzyka: J. Daimse
45. Po trzeźwemu. Krotochwila w 1 akcie, wyst. Warszawa 19 czerwca 1835; rękopis znajdował się w Bibliotece Warszawskich Teatrów, sygn. 1684
46. Żona Fra-Diavolo. Dramat w 3 aktach, wyst.: Warszawa 13 marca 1836, Lwów 13 lipca 1836, Kraków 27 listopada 1836, Poznań 1838; wyd. zobacz poz. 60, t. 1; rękopis Teatru w Katowicach, sygn. 795 (z teatru lwowskiego 1836)
47. Z siedmiu najbrzydsza. Komedia w 3 aktach, wyst.: Warszawa 5 czerwca 1836, Lwów 2 grudnia 1836, Poznań 20 lutego 1842; wyd. zobacz poz. 60, t. 2; (według L. Angely: Von Sieben die Hässlichste)
48. Na jawie. Krotochwila w 1 akcie, wyst. Warszawa 8 marca 1837, rękopis znajdował się w Bibliotece Warszawskich Teatrów, sygn. 1725
49. Na Saskiej Kępie. Krotochwila w 1 akcie, wyst. Warszawa 17 grudnia 1837, rękopis znajdował się w Bibliotece Warszawskich Teatrów, sygn. 1737
50. Małe przyjemności pożycia, Warszawa 1839, wyd. następne zobacz poz. 52, t. 6; autograf: Ossolineum, sygn. 5497/II
51. Pan Kwiryn (lub: Strach ma wielkie oczy), czyli podejrzany. Komedia w 3 aktach, wyst. Warszawa 6 listopada 1840; wyd. zobacz poz. 60, t. 2; rękopis Teatru w Katowicach, sygn. 661 (z teatru lwowskiego 1877)
52. Powieści i pisma humorystyczne t. 1-6, Wrocław 1840; t. 7, Wrocław 1847; zawartość t. 1: poz. 17; t. 2: poz. 21; t. 3: poz. 7, 14; t. 4: poz. 32; t. 5: poz. 11, 13; t. 6: poz. 9, 27-28, 50; t. 7: poz. 56; niektóre tytuły wychodziły też w osobnych odb. (porównaj poz. 27)
53. Considérations générales sur le meilleur régime des prisons suivies d'un plan de maison pénitentiaire de Mr. Henri Marconi, Warszawa 1842
54. Na zakończenie poranków muzycznych w Pałacu Paca na rzecz ubogich (kantata), Warszawa 1843; muzyka: I. F. Dobrzyński (op. 44)
55. Po maskaradzie. Krotochwila w 1 akcie ze śpiewami, wyst.: Warszawa 20 czerwca 1844, Kraków 5 lutego 1848; rękopis: Biblioteka Czartoryskich, sygn. 5081/III; Biblioteka Warszawskich Teatrów, sygn. 1855; (według J. Bayrd, P. Dumanoir; autor muzyki nieznany)
56. Pamiętniki Seglasa, «Biblioteka Warszawska» 1844 t. 4, s. 90–133, 337—360, 473—504; 1845 t. 1, s. 19–50, 445—457, 521—543; t. 2, s. 107—134, 378—394, 613—623 i odb. Warszawa 1845; wyd. następne: zobacz poz. 52, t. 7; Petersburg 1860 «Biblioteka Zaściankowa» nr 2 (razem z poz. 32); Gródek 1890; fragmenty oprac. P. Chmielowski, Warszawa 1898 «Biblioteka Dzieł Wyborowych» nr 37; oprac. K. Bartoszyński, Warszawa 1959; autograf: Ossolineum, sygn. 5493/III (fragmenty brulionu)
57. Mowa miana przy uroczystym otwarciu Głównej Kasy Oszczędności w Warszawie w zbiorze: Dwie mowy miane…, Warszawa 1844 (razem z mową A. Kotowskiego)
58. Idées générales su la Législation pénale dans ses rapports avec le Système pénitentiaire, powst. po roku 1847, Bruksela 1848; autograf: Ossolineum, sygn. 5517/I-II
59. Zosia Przybylanka. Komedia w 3 aktach, wyst.: Warszawa 4 lipca 1847, Lwów 10 listopada 1847, Lublin 16 grudnia 1880; wyd. zobacz poz. 60, t. 2
60. Teatr t. 1-2, Warszawa 1847; zawartość t. 1: poz. 38-40, 42, 46; t. 2: poz. 19, 29-30, 34, 47, 51, 59
61. Urzędniczka. Komedia w 2 aktach, powst. około roku 1857; autograf: Ossolineum, sygn. 5507/I-II; spalony w roku 1944 rękopis Biblioteki Warszawskich Teatrów, sygn. 2108, był datowany: 1858
62. Zacny człowiek. Komedia w 3 aktach, powst. około roku 1857; autograf: Ossolineum, sygn. 5510/II (red. wierszem i prozą z datą cenzury: 1864, złożony Warszawskim Teatrom Rządowym w roku 1865)
63. Dzieje Księstwa Warszawskiego, powst. 1858, wyd. t. 1-2, Poznań 1860; wyd. następne: wyd. 2 przerobione przez autora w roku 1866, Poznań 1876 (jako t. 1-2 części 1 Dziejów Polski, zobacz poz. 72); wyd. 3 cenzur. t. 1-3, Warszawa 1897 «Biblioteka Dzieł Wyborowych» nr 8-10; autografy: Ossolineum, sygn. 5490/II (ocenzurowany rękopis wyd. 1), sygn. 5491/I (Materiały do dziejów Księstwa Warszawskiego i Królestwa Kongresowego do r. 1825 t. 1-2: wypisy z gazet, dzieł i listów), sygn. 5530/III
64. Powiastki polskie, fragm.: Łukasz Stempel. (Z prawdziwego zdarzenia), «Czas (Dod. Mies.)» 1858 t. 14, s. 116—137; Hulanka w sądzie, «Tygodnik Ilustrowany» 1860 t. 1, nr 32, s. 285—287; cały zbiór: Poznań 1861; wyd. następne: Poznań 1883; Chicago 1885; zawartość zbioru: Przedmowa; Wyprawa kujawska; Hulanka w sądzie; Łukasz Stempel; Dwie siostry; Przewoźnik; Jeniec wojenny; Jaszczułt; Mundur; Kruk; autograf: Ossolineum, sygn. 5506/I (tu ponadto: Wyprawa wołoska); kilka powiastek wydano osobno: Łukasz Stempel, Warszawa 1907 «Biblioteka Uniwersytetu Ludowego» nr 42; wyd. 2 Warszawa 1918 — Mundur. Jaszczułt, Warszawa 1907 «Biblioteka Uniwersytetu Ludowego» nr 43; wyd. 2 Warszawa 1925…
65. Lekarstwo. Komedia w 1 akcie, wyst. Warszawa około 20 czerwca 1860 (amatorsko); ogł. «Kłosy» 1865 t. 1, s. 182—184, 194—198, 206—208; autograf: Ossolineum, sygn. 5531/II
66. Gospodarstwo narodowe stosowane (t. 1), Warszawa 1860; autograf: Ossolineum, sygn. 5500/II; dzieło nieukończone
67. Wspomnienie o Warszawskim Towarzystwie Przyjaciół Nauk, «Rocznik C. K. Towarzystwa Naukowego w Krakowie» t. 27 (1860), t. 4, poszyt 3, s. 94–124 i osobno Kraków 1860
68. Cztery miniatury, «Kłosy» 1866 nr 39-42; autograf: Ossolineum, sygn. 5505/I
69. Pierścionki. Opowiadania: Dorota; Major; Dwóch konkurentów; Pan Anzelm; Gala; Kasztelan, powst. w latach 1865—1866, autografy: Ossolineum, sygn. 5505/II (tu także: Urywki) i 5541/II; opowiadanie pt. Kasztelan, «Sobótka» (Poznań) 1871 nr 19, s. 223—225; nr 20, s. 235—236; wyd. także w: H. Potworowska: Zemsta królowej. Podług Dickensa, Poznań 1872
70. Matka zalotna. Obrazek dramatyczny w 2 aktach, «Kłosy» 1866 t. 3, s. 246—248, 258—259, 282—283 i 291—293; autograf: Ossolineum, sygn. 5531/II
71. Olim. Powieść, Berlin 1866, autograf: Ossolineum, sygn. 5499/III
72. Dzieje Polski cz. 1, t. 1-2 zobacz poz. 63 (przerob. w roku 1866); cz. 2: Królestwo Polskie od epoki początku swego do rewolucji listopadowej; cz. 3: Królestwo Polskie po rewolucji listopadowej, Poznań 1877; autografy: Ossolineum, sygn. 5513/II, 5530/I, 5491/I (jak wyżej poz. 63); przeróbka francuska: Histoire du Royaume Constitutionnel de Pologne t. 1:1815-1830; t. 2: 1830—1860; autografy: Ossolineum, sygn. 5514/III
73. Małe protektorki. Komedia w 3 aktach, autograf: Ossolineum, sygn. 5509/I
74. Panny za panie. Fraszka sceniczna, autograf: Ossolineum, sygn. 5506/I
75. Pamiętniki i dzienniki: a) Dzienniki z podróży z 1809, 1822, 1826; autograf: Ossolineum, sygn. 5527/I; fragmenty pt. Notatki śląskie ogł. T. Mikulski, «Zaranie Śląskie» 1947 zeszyt 4, s. 190—195; przedr. w: Temat Wrocław, Wrocław 1961, s. 44–56; b) Pamiętniki, Poznań 1878 (wyd. niekompletne); fragmenty pt. Spełniona klątwa. Ustęp z pamiętników, «Kłosy» 1865 t. 1, nr 5, s. 50; inne fragm.: Pamiętnik; Powrót mój do kraju; Ogólny pogląd na czasy Księstwa Warszawskiego; ogł. K. W. Wójcicki, «Sobótka» (Poznań) 1871 nr 12, s. 133—135; nr 13, s. 149—151; nr 14, s. 164—166 — Z pamiętników, «Biblioteka Warszawska» 1876 t. 1, s. 181—204; t. 2, s. 17–36; 1877 t. 1, s. 62–72; t. 2, s. 395—417 — «Przegląd Lwowski» 1877 — «Przegląd Polski» 1878; autografy jak wyżej sygn. 5521-5526/I-II (obejmują lata 1792—1865) i 5528/I (dziennik podróży do Petersburga 1830); rękopis: Biblioteka PAN Kraków, sygn. 718; (Pamiętniki i dzienniki Skarbka nie zostały ogłoszono w całości).

Крім того, він помістив у своїх «Спогадах» (опубл. 1878 р., стор. 78–80, 191—192, див. п. 75 б) два альбомних вірші 1817—1818 рр. і вірш 1831 р.; кілька виступів цілком або частково. Поема «Пам'ятник Францішеку Дмоховському на Парнасі», «Варшавська бібліотека», 1871, т. 4, стор 411; вірш без назви А. Чартковський «З альбому Казімери Воловської», «Ruch Literacki», 1932, № 2.
Промови, проекти, доповіді та рецензії Скарбека в Товаристві друзів наук повністю або частково подав А. Краушар.
Різні чернетки та конспекти університетських лекцій Я. Бєлінського: Королівський Варшавський університет "(1816—1832), т. 2, Варшава, 1911 р., стор. 272 і далі.
Економічні нариси в галузі загального страхування К. Кжечковського у «Розвиток державного страхування в Польщі» т. 2, ч 2, Варшава 1935. Фрагменти приміток із ідеями для різних видань, те саме в примітках до «Маленьких паперів», т. 1, с.516–519; 2, с. 393—398, 401—406 . Видано два економічні журнали за 1820 і 1840 рр. В. Шубертом до «Загальних основ науки про народне господарство», том 2, Варшава, 1955, стор.458–478 (див. п. 15).
Праці та переклади, а також статті та дисертації опубліковані в журналах: «Бібліотека Варшавська» (1841—1858); «Bibliothèque Universelle» (тут французька версія дисертації: «Про те, як запобігти злидням бідних верств населення шляхом заснування сільськогосподарських поселень», квітень 1821 р.); «Czas» («Оголошення про конкурс з історії фінансів старої Польщі», 1860 р. No 162); «Щоденна газета» (№ 32, 51, 1854); «Gazeta Correspondenta Warszawskiego i Zagranicznego» (1812, театральна рецензія); «Газета Варшавська» ("Звіт про тюрми Царства Польськог"о, 1832 р. No 60; Антоні Бродовський, 1832 р. No 91); «Курєв Варшавський» (1827 р. No 102, стор. 416—417); «Білий орел» (тут: «Слово про вибори», 1820 т. 1, № 4; «Пан Ігнацій», 1820 т. 2, № 9; «Доброчесний чиновник», 1820 т. 2, № 12; як додаток до річника 1820 р.: «Про громадські ради»); «Релігійно-моральний щоденник» (1854 т. 26); «Щоденник моральних наук і літератури» (1830); «Щоденник Варшавський» (1815—1818, 1822—1823; тут: казки, 1816 т. 1-2, 1817 т. 2-3; сатирична публіцистика, 1817 т. 7-8; соціально-економічна дис.); «Варшавський щоденник чистих і прикладних навичок» (1829); «The Letter Collect. Й. Огризький» (тут: Битва під Рашином. Paragraph, 1859, том 1, стор. 197—206); «Приятель дітей» (тут: «Прогулянки вулицями Варшави», 1862 р. No 42, 46, 51, 60, 69); «Щорічник Краківського наукового товариства» (1860); «Щорічник Варшавського Товариства Приятелів Наук» (1822—1825 т. 15-18; тут, між ін.: «Нарис заслуг Адама Чарторийського», 1825 т. 18 і соціально-економічних дисертацій); «Revue Encyclopédique» (Париж, вересень 1828 р.); «Розваги для дітей» (тут: «Некролог Емілії Шопен», 1827, т. 4, № 41, с. 236—240); «Сибілла Надвіслянська» (тут: Листи з Варшави, 1821, т. 1, № 1-2, 4-5); «Сільван» (1820, т. 1, с. 104—114); «Тижневик польський» (1832—1833); «Збірник приладів і відомостей щодо страхування в Царстві Польському» (1843 т. 2, с. 160—167) — соціально-економічні статті та дисертації з періодичних видань, передд. «Малі твори», т. 1-2, Варшава 1936—1937 (див. Зібрані видання, пункт 3).
Крім того, Крашевський («Wybór pism», Oddz. 10, Warszawa 1894, p. 15) приписує Скарбеку авторство роману «Pan unterlejtnant Wojciech. Оригінальний роман», Варшава 1826 р. — підписаний друкованими буквамиA.B. (Адам Боровскі).

### Переклади
1. Bulletin de la Diète (de la Confédération du Royaume de Pologne), Варшава 1812 № 1-34; Скарбек був одним із співперекладачів «Сеймового щоденника».
2. Анакреонт: Пісні ; перев. завершено в 1814, Варшава 1816
3. гл. Ґаніль: Про суспільні доходи стародавніх, середніх віків і сучасних народів, зокрема у Франції та Англії з середини 15-го до 19-го століття. 1814, уривки, «Pamiętnik Warszawski» т. 2 (1815), стор 223—230 (передмова); передмова див. Зібрані видання 3, т. 1; весь, bb. 1-2, Варшава 1816 (також пер. С. Клокоцького)
4. J. Capo d'Istria: Розповідь про Інститут пана де Фелленберга в Гофвілі його величності імператору. Олександр у жовтні 1814 року, Варшава 1816 року
5. гл. Ganilh: Диктатор політичної економії значно помножений на його власні зауваження, переклад близько 1825, Варшава 1828 (фактично: 1826—1828 у наступних номерах); Французький оригінал Скарбек у багатьох місцях переробив і доповнив, додав «Передмову», «Короткий нарис історії та літератури політичної економії» та понад 20 записів-статей; попередні доповнення див. Зібрані видання 3, том 1.

### Редакційна робота
1. Я. Кітович: Уривки з рукопису про митницю за часів Августа 3-го, «Щоденник Варшавський» т. 4-5 (1823).

### Зібрані видання
1. Гумористичні романи і писання, т. 1-6, Вроцлав 1840; т. 7, Вроцлав 1847; зміст див. Основний робочий елемент 52
2. Театр, т. 1-2, Варшава 1847; зміст див. Основний робочий елемент 60
3. Дрібні твори, ред. K. Krzeczkowski, т. 1-2, Варшава 1936—1937 «Бібліотека Варшавської школи економіки»; зміст: твори, надруковані в журналах і окремо, інші в рукописах (2 загальні статті «Економіста» 1932 р. № 2, стор. 93–105) — т. 1: Економічні журнали (поперед.: 16 статей з журналів, 2 окремі публікації та 9 рукописів; тут, між іншим: Основні праці п. 2-3, 12 ; Переклад пунктів 3, 5 і рецензія на Gospodarstwa Narodowej) — т. 20, 22).

### Листи та матеріали
1. 2 листи до С. Б. Лінде з 1810 р., рукопис: Biblioteka Jagiellońska, ref. 3468
2. До Комітету релігійних віросповідань і народної просвіти від 6 вересня 1818 р. оприлюд. Т. Вержбовський: Матеріали до історії польської літератури, т. 2, Варшава 1904, стор.186–187.
3. До Ради Варшавського університету 1 грудня 1819 р. оприлюд Я. Бєлінський: Королівський Варшавський університет, т. 2, Варшава 1911, стор. 440
4. Листи 1826—1866 рр., в тому числі до: Г. Кюв'є, Л. Gołębiowski, K. Kossecki, FK Łabęcki, K. Trębicki, W. Łuszczewski та Інституту Франції; рукопис: Ossolineum, ref. 5539/II
5. До Станіслава Грабовського від 9 квітня 1828 р. опубл J. Bieliński: Королівський Варшавський університет, т. 2, Варшава 1911, стор. 441
6. До Урядової комісії внутрішніх справ, 2 листи 1828 р., опубл К. Кжечковський: Менші твори, т. 2, стор. 398—400
7. Книгарям 1829—1866 рр., напр. до: E. Flatau, P. Gambu, Gebethner and Wolff, L. Hachette, B. Jański, Th. Lesigne, J. Lewiński, J. Milikowski, H. Natanson, S. Orgelbrand, JBA Paulin, Z. Schletter, MB Wolff та JK Żupański; рукопис: Ossolineum, ref. 5540/II
8. До Ф. Венжика з 1858 р., рукопис: Ossolineum, ref. 12321/III
9. До Я. І. Крашевського, 6 листів 1859—1862 рр., рукопис: Biblioteka Jagiellońska, поряд. 6478 IV — до К. В. Войціцького з 1859 р., рукопис: Ягеллонська бібліотека, референтний номер 7833 IV
10. До Л. Воловського з лютого 1860 р., рукопис: Ossolineum, ref. 5522/І; громадськість В. Шуберт: Дослідження про Ф. Скарбека як економіста, Лодзь 1954, стор. 174—175
11. До Й. Хенцінського 1860—1866 рр., рукопис: Ossolineum, ref. 4360/II
12. До хв. Лист Платонової з 1861(?), опублікований у: Pamiętniki, Poznań 1878, стор. 312—313 (див. основні твори, пункт 75 b)
13. До редакції Kłosy від лютого 1866 р., «Kłosy» 1866 № 37
14. До Й. Лелевеля, рукопис: Ягеллонська бібліотека, ref. 4435
15. Невідомому адресату, рукопис: Ossolineum, ref. 5427/III
16. З комісії релігійних віросповідань і народної просвіти від 18 серпня 1818 р. оприлюд. Я. Бєлінський: Королівський Варшавський університет (1816—1832) т. 2, Варшава 1911, стор 439
17. Від П. Малешевського 1820—1821 рр. (брульйони), рукопис знаходився в бібліотеці колишньої Вищої економічної школи у Варшаві.
18. Від К. Бродзінського, 4 листи 1821—1824 рр., публ B. Gubrynowicz: Зі студій про життя та твори K. Brodziński, «Księga memorial. на святкування 250-ліття заснування Львівського університету» т. 1, Львів 1912, стор.27–29 і перевид.
19. Лист державного секретаря 1826 р., опублікований у: Memoirs as above, пункт 12, стор. 105
20. Від Б. Янського від 15 липня 1829 р., рукопис: Ossolineum, ref. 5540/II, публічний W. Szubert: Studies on F. Skarbek as an economist, Łódź 1954, pp. 151—154 — 2 листи з 1837 р., опубл. Е. Калліє: Богдан Янський. . . , Познань 1876, стор. 122—128
21. Від Ф. Моравського, рукописи: Biblioteka Jagiellońska, ref. 3460, 9930 — лист від 2 серпня 1848 р. (неправильно датований: 1858 р.!), опубл. KW Wójcicki, «Варшавська бібліотека» 1871 т. 1, стор. 403 і reb. (стор. 18)
22. Від Я. Лемпіцького від 12 грудня 1854 р., опубл T. Żychliński: Золота книга польської шляхти, Р. 25, Познань 1903, С. 127.
23. Від Р. Мола, лист від 1860 р., опублікований у: Memoirs as above, пункт 12, стор. 304—305
24. Дата запису хрещення. 15 лютого 1792 р.; свідоцтво про шлюб з Пелагією Рутковською дат 30 квітня 1838 р.; 3 акти про призначення (камергер, 1831; член Тимчасової ради, 1831; директор юстиції, 1854); акт про надання графського титулу 1846 р.; акт подяки посадових осіб при звільненні з державної служби; громадськість T. Żychliński як вище 22, стор. 121—127
25. Номінація на посаду постійного професора Варшавського університету, дат 30 травня 1820 р., кн. T. Wierzbowski як вище 2, стор 194
26. Автобіографія дат. 19 вересня 1823 р. кн. J. Bieliński як вище 2, стор. 437—440 (тут також інші документи університетського періоду)
27. Три списки про стан служби за рр.: 1842, 1847, 1854; рукопис: Центральний архів історичних документів (Картотека Дирекції страхування), громадськ J. Łazowski, «Ekonomista» 1923 № 1, стор. 67–74
28. Особисті документи, рукопис: Ossolineum, ref. 5698/II
29. Чернетки листів, записок, записок і видаткових журналів; рукописи: Ossolineum, ref. 5541-5543/I-II, 5545/I.

Докладнішу бібліографію праць Скарбека склав (за нотатками К. Валевського) К. В. Войціцький: F. hr. Скарбек, Варшава 1873, стор. 69–65. Інформацію про рукописи в Оссолінеумі надала Z. Żebrowska: Новини про рукописи F. Skarbek, «Rocznik Zakładu Narodowy im. Ossolińskich» т. 1 (1927), стор. (Львів 1927).
Рукописи Скарбека можна знайти в таких бібліотеках: Національна бібліотека, Бібліотека Польської академії наук у Кракові, Муніципальна бібліотека в Торуні, Музей Міцкевича в Парижі (номер 962, 971), Оссолінеум (тут, серед інші, телефонні номери 4986/I, 5427/III, 5501-5504/I-III: економічні праці, 5511-5512/I, III: вірші, 5520/I: Une Médecine. Proverbe en 1 acte, 5532/III: фрагменти та ідеї для комедії та 5535-5536/II, 5538/I, 5544/I, 5546/I: економічні твори), Бібліотека Познанського товариства друзів наук (номер 336).

## Вибрані дослідження про творчість Скарбека
1. «Газета кореспондент варшавська та іноземна» 1808 р. № 80, стор. 1061–0162
2. «Gazeta Warszawska» 1808 № 80, стор. 1329—1331
3. Ф. Шопен: Листування, вид. та ред. BE Sydow, т. 1-2, Варшава 1855
4. KW Wójcicki: Повонзький цвинтар с. Варшава т. 3, Варшава 1858
5. С. К. Косаковський: Історико-генеалогічні монографії деяких польських родин, т. 2, Варшава 1860, стор 136—139.
6. К. На. В. (Войціцький): Ф. хр. Скарбек, «Kłosy» 1865 № 3
7. «Варшавська бібліотека» 1866 т. 4, стор 484
8. Ф. Крупінського: Ф. хр. Скарбек, «Tygodnik Ilustrowany» 1866 т. 2 (14), № 378—379
9. А. Wiślicki: F. Skarbek, «Przegląd Tygogodni» 1866 p. 387
10. KW Wójcicki: Некролог, «Kłosy» 1866 т. 15, № 74.

### Дослідження творчості
1. KW Wojcicki: F. hr. Скарбек, «Варшавська бібліотека» 1871 т. 1, стор. 219—399 (?); такт 4, стор 403 і далі та спогад розширений (Варшава 1873)
2. К. Войцеховський: Внесок до історії реакції проти всемогутності почуття після 1820 року, «Pamiętnik Literacki» рік 4 (1905), стор. 275—278
3. Pec: Розтин літературної діяльності Ф. Скарбека (реферат), «Muzeum» 1906 т. 2, стор 136—137.
4. К. Кашевський: (Вступ до) Анакреонта, Варшава 1907
5. З. Моцарський: Юнацький вірш Ф. Скарбека, «Tygodnik Toruński» 1924 № 27; «Gazeta Warszawska» 1924 р. № 188
6. J. Korpała : За лаштунками молодої літературної Варшави перед Листопадовим повстанням, «Pamiętnik Literacki» т. 28 (1931), стор 563—564
7. Ю. Уєйський: Історія польського месіанства до листопадового повстання включно, Львів 1931 р.
8. А. Чартковський: З альбому Казимири Воловської, «Ruch Literacki» 1932 № 2
9. Б. Суходольський: Культура і особистість, Варшава 1935, стор. 369—378, 644
10. З. Лібера: Письменники польського лібералізму, «Варшавське наукове товариство ім. Звіт із засідань кафедри мовознавства та історії літератури, рік 42 (1949), стор. 83–87.

### Новелістичні твори

#### Монографії
1. А. Слапа: Ф. Скарбек як романіст, Краків 1918 „Prace Historicczno-Literackie“ № 9
2. К. Бартошинський: Про романи Ф. Скарбека (Варшава 1963) Інститут літературних досліджень Польської академії наук. Історія та теорія літератури. Історія літератури» No8.

#### Нагадування
1. (Хвилинка веселощів. Rec.): «Gazeta Literacka» 1822
2. (Пан Ентоні. Подорож без мети. Rec.): «Dziedzilia, або Плоцький щоденник» 1824; Дмоховський Ф. С. «Польська бібліотека» 1825 т. 1
3. (Пане мер. Rec.): Ф. С. Дмоховський, «Польська бібліотека» 1826 т. 1
4. К. Накваска: Про історичні романи через новий твір Ф. Скарбека Пт. Тарло, «Gazeta Polska» 1827 № 49 і далі
5. (Нерест. Rec.): Ф. С. Дмоховський, «Польська бібліотека» 1827 т. 3; «Gazeta Polska» 1827, стор 198—206
6. Я. І. Крашевський: Про польських романсів, «Образи і наукові дискусії» 1836 № 11
7. (Життя та справи Фаустина Додосинського. Rec.): ST, «Tygodnik Literacki» 1838
8. (Гумористичні романи та твори. Rec.): К. Лібельт, «Tygodnik Literacki» 1841.

### Драматичні твори
1. (Наречена. рек.театр.): «Gazeta Warszawska» 1813 No 14, 205 стор.
2. (Інтрига в стійлі. рек.театр.): «Gazeta Polska» 1829 No 304; Т. «Gazeta Warszawska» 1829 № 316
3. (Бюрократи. рек.театр.): Т. «Gazeta Warszawska» 1829 No 343; «Kurier Polski» 1829 р. № 18
4. (П'ятнадцять років. рек.театр.): «Польський Декамерон» 1830 No 10, С. 30; Т. «Gazeta Warszawska» 1830 № 88
5. (Господар дому. рек.театр.): «Dziennik Powszechny Krajowy» 1830 No116
6. (Чому вона не була сиротою? рек.театр.): «Варьете» (Львів) 1833 р. No 34, 49; «Gazeta Krakowska» 1835 № 8-9
7. (Совість. рек.театр.): «Варьете» (Львів) 1834 № 5, стор. 41
8. (Дружина Фра-Діаволо. рек.театр.): Т. «Gazeta Krakowska» 1836 No276
9. (Непрохані гості; Бюрократи. рек.театр.): Т. «Gazeta Krakowska» 1836, № 288, 297
10. (Зося Прибілянка. рек.театр.): «Паризький журнал моди» 1847 р. № 26, стор 271; «Ruch Muzyczny» 1862 № 52, стор. 828.

### Економічні, соціальні та історичні твори
1. (Народне господарство. Rec.): «Білий Орел» 1820 т. 5, стор 217—222; «Десятиліття Польщі» 1821 р. С. 237—240
2. (Про бідність і бідних. Rec.): «Gazeta Polska» 1827 No187
3. (Словник політичної економії. Рецензія на редагування: Ф. Бентовскі (?), «Варшавський щоденник чистих і прикладних навичок» 1829 т. 1
4. Лист поляка з Парижа, «Gazeta Polska» 1829 № 63
5. (Теорія соціального багатства. . . Rec.): «Фігаро» (Париж) 1829 р. № 43
6. Зауваження до частини уривку з доповіді Ф. Скарбека "Про тюрми Королівства Польського ", опублікованого в № 60 «Gazeta Warszawska» за 1832 рік.
7. L. Bianchini: Miscellanea di economia, Naples 1836 (про Théorie des richesses sociales. . .)
8. К. Г. Коклен, Г. У. Гійомен: Dictionnaire de l'économie politique том 1, Париж 1852
9. (Загальні основи науки про народне господарство. Брошура): «Варшавська бібліотека» 1858 т. 3, стор 471—472
10. (Історія Герцогства Варшавського. Rec.): Л. Сєменський, «Час. Щомісячний додаток» 1859 т. 16, стор 494—511.

## Виноски
1. ↑  Чеська національна авторитетна база даних
2. 1 2 3  Bibliothèque nationale de France BNF: платформа відкритих даних — 2011.
3. 1 2  Benezit Dictionary of Artists — OUP, 2006. — ISBN 978-0-19-977378-7
4. ↑  Енциклопедія Брокгауз
5. ↑  Архів образотворчого мистецтва (Чехія)
6. ↑  http://tnk.krakow.pl/czlonkowie/skarbek-fryderyk/
7. ↑  Złota księga szlachty polskiej, rocznik XXV. Poznań. 1903. с. 115. Dostępny w Internecie: http://ebuw.uw.edu.pl/dlibra/docmetadata?id=324.
8. ↑  Kuryer Litewski, nr 130, 29 października 1820 roku, [b.n.s.]
9. ↑  Tomasz Demidowicz, Reforma szlachectwa w Królestwie Polskim w latach 1836—1861, w: Czasopismo Prawno-Historyczne, Tom LXII — 2010 — Zeszyt 2, s. 160.
10. ↑  Obraz polityczny i statystyczny Królestwa Polskiego iaki był w roku 1830 przed dniem 29 listopada, Warszawa 1830, s. 20.
11. ↑  Nowy Kalendarzyk Polityczny na Rok 1830, Warszawa 1829, s. 125.
12. ↑  T. 6, cz. 1: Oświecenie. Bibliografia Literatury Polskiej – Nowy Korbut. Warszawa: Państwowy Instytut Wydawniczy. 1970. с. 180.
13. ↑  Dodatek do nr 82 Gazety Korespondenta, 14 października 1817, s. 1787.
14. ↑  Nowy kalendarzyk polityczny na rok 1819, Warszawa 1819, s. 224.
15. ↑  Lista imienna członków Towarzystwa Królewskiego Przyjaciół Nauk w Warszawie w styczniu 1829 roku, [Warszawa], [1829], s. 3.
16. ↑  Roczniki Gospodarstwa Krajowego. R. 16, 1858, T. 32, nr 2, Warszawa 1858, s. 4.
17. ↑  Stanisław Łoza, Kawalerowie orderu Św. Stanisława, w: Miesięcznik Heraldyczny, r. XI, nr 3, Warszawa 1932, s. 61.
18. ↑  Rocznik urzędowy obejmujący spis naczelnych władz Cesarstwa oraz wszystkich władz i urzędników Królestwa Polskiego na rok 1856, Warszawa, s. 141.